# 博博維謝

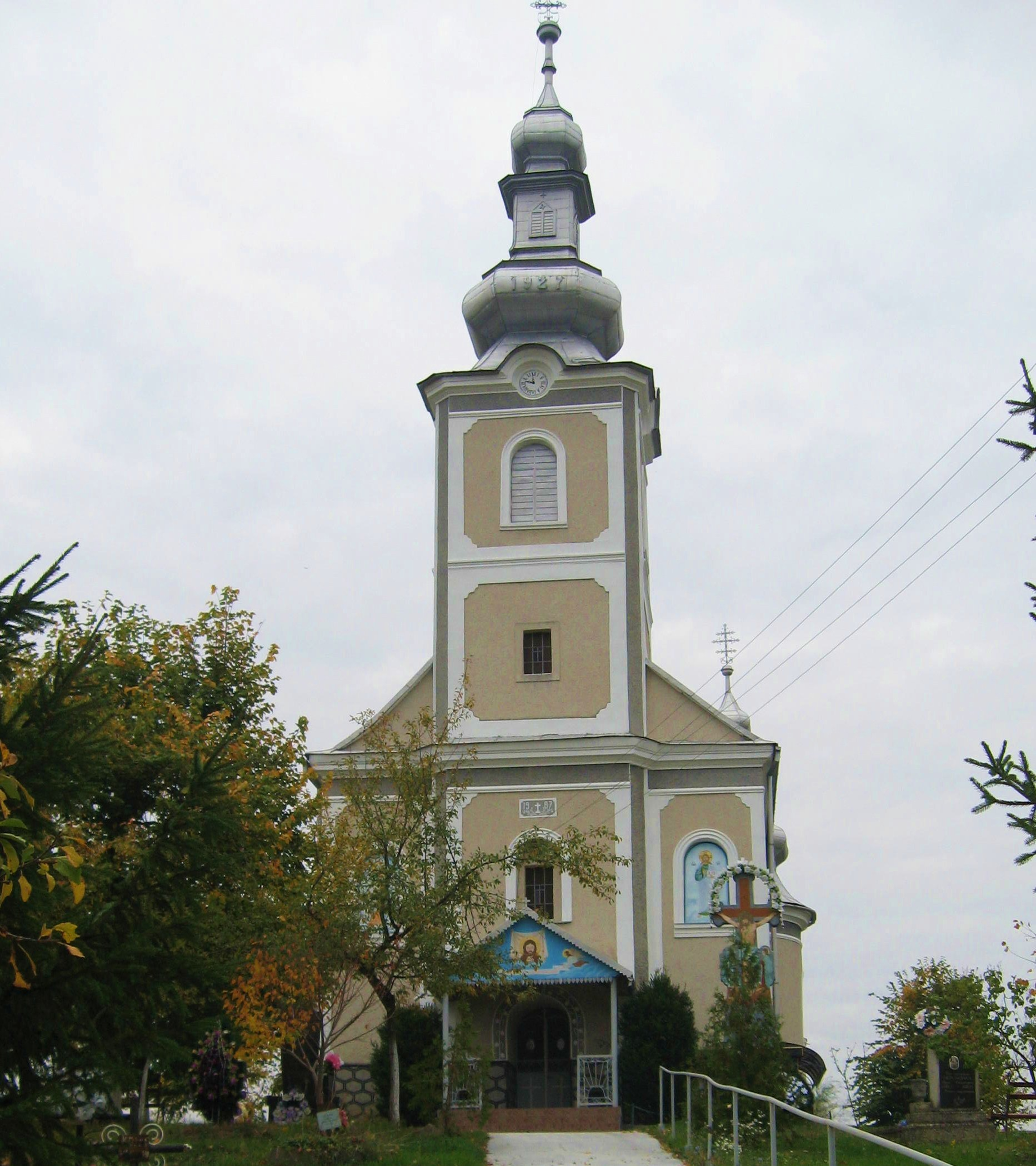

博博維謝（烏克蘭語：Бобовище），是烏克蘭的村落，位於該國西部外喀爾巴阡州，由穆卡切沃區負責管轄，始建於1300年，面積2.32平方公里，海拔高度141米，2001年人口1,612，人口密度每平方公里696.03人。
48°31′40″N 22°40′14″E / 48.52778°N 22.67056°E